# Untitled Goose Game 〜いたずらガチョウがやって来た!〜
『Untitled Goose Game 〜いたずらガチョウがやって来た!〜』（アンタイトルド グース ゲーム いたずらガチョウがやってきた、原題：Untitled Goose Game）は、オーストラリアのゲーム開発会社House Houseが開発しPanicより発売されたゲームソフト。

## 概要
プレイヤーはガチョウとなって平和な村を訪れ、住民に対して様々ないたずらを行いながら村の内部を巡っていく。各所の道具や設置物を活用して目標の達成を目指すアクションパズルゲームの要領でゲームが進行するが、人間たちの目をかいくぐりながら行動するステルスゲームの要素も含んでいる。BGMにはシンプルなピアノのメロディが流れ、ガチョウの行動や状況に合わせて変化する。
作品内で用いられている表現は、House Houseのメンバーが子供時代に視聴していたイギリスの子供向けテレビ番組『ぼくブルン』『ポストマン・パット』『ウォレスとグルミット』などの影響があり、メンバーの一人Nico Disseldorpは、典型的で分かりやすい人々のコミュニティがある小さなおもちゃの世界というアイデアが好きだと語っている。

## システム
ガチョウは、鳴く、羽を広げる、かがむ、物を咥えて運ぶといったアクションを行う。一方の人間は、通常はそれぞれ固有の行動パターンをとっているが、ガチョウが近づいたりちょっかいを出したりすると後を追いかけてくる。一部の人間は、ガチョウを見つけると即座にその場から追い出す行動をとる。ガチョウによって場所を移された物や状況が変化した設置物などは、人間の視界に入った際に元の状態へ戻される。
舞台となる村は複数のエリアに分かれている。各エリアには達成目標のToDo（すべきこと）が複数設定されており、一定数達成後に追加される最後のToDoを達成するとエリアのクリアとなって次のエリアに進めるようになる。

## 制作
House Houseの開発1作目である2D対戦アクションゲーム『Push Me Pull You』が2016年に発売された後、次回作の方向性について様々な検討が行われ、3Dに移行して『スーパーマリオ64』のような3人称視点の1人用ゲームとすることにメンバーは興味を抱いた。そうした中の同年8月、メンバーの一人Stuart Gillespie-CookがSlackに「これについてのゲームを作ろう」というコメントとともにガチョウの画像を投稿した。これを機に、メンバーは「もしもガチョウになったらどうするか？」というアイデアに夢中になった。
House Houseは設立時点で商業作品の開発経験者はおらず、本作の制作が開始された段階においても、メンバーはゲーム制作に精通していたわけではなく、3Dグラフィックスの導入は本作が初めてだった。
各人が作成したものを、よりよく活用する方法を模索するという方針のもと、制作はボトムアップで行われた。
レベルデザイナーのJake Strasserは、最初のマップを作るにあたり、舞台がイギリスであることを意識しつつも、『ウォレスとグルミット』を主なモチーフとした。同作は美術的な資料だけではなく、ゲーム内で起きるコミカルなイベントのヒントにもなった。
2017年10月、House Houseは初報となるトレーラー映像を公開した。この中では当時開発済みだった序盤の庭エリア部分が用いられ、トレーラーの評判が良くなければこの部分のみを発売する準備も進めていたが、映像公開後に思いのほか多くの好意的な反応が寄せられたことから、内容を拡張して製品化することが決まった。予想以上の好評を得た理由について、House Houseは、ガチョウの生息数が少ない地元オーストラリアよりも北半球の人々のほうがガチョウへの馴染みが深いこと、また、残酷すぎず怖すぎない方法で悪さをすることへの魅力があるのではないかと分析している。
本作のタイトルは前述のトレーラー映像の公開直前時点で決まっておらず、暫定的なものとして『Untitled Goose Game』（無題のガチョウゲーム）の名前で公開した。しかし、公開後に話題となったことでタイトルが浸透した上にこれを超えるものが見つからず、一方で、永遠に無題のままということに面白さを見出したため、正式名として据え置かれた。

### 製品化へ

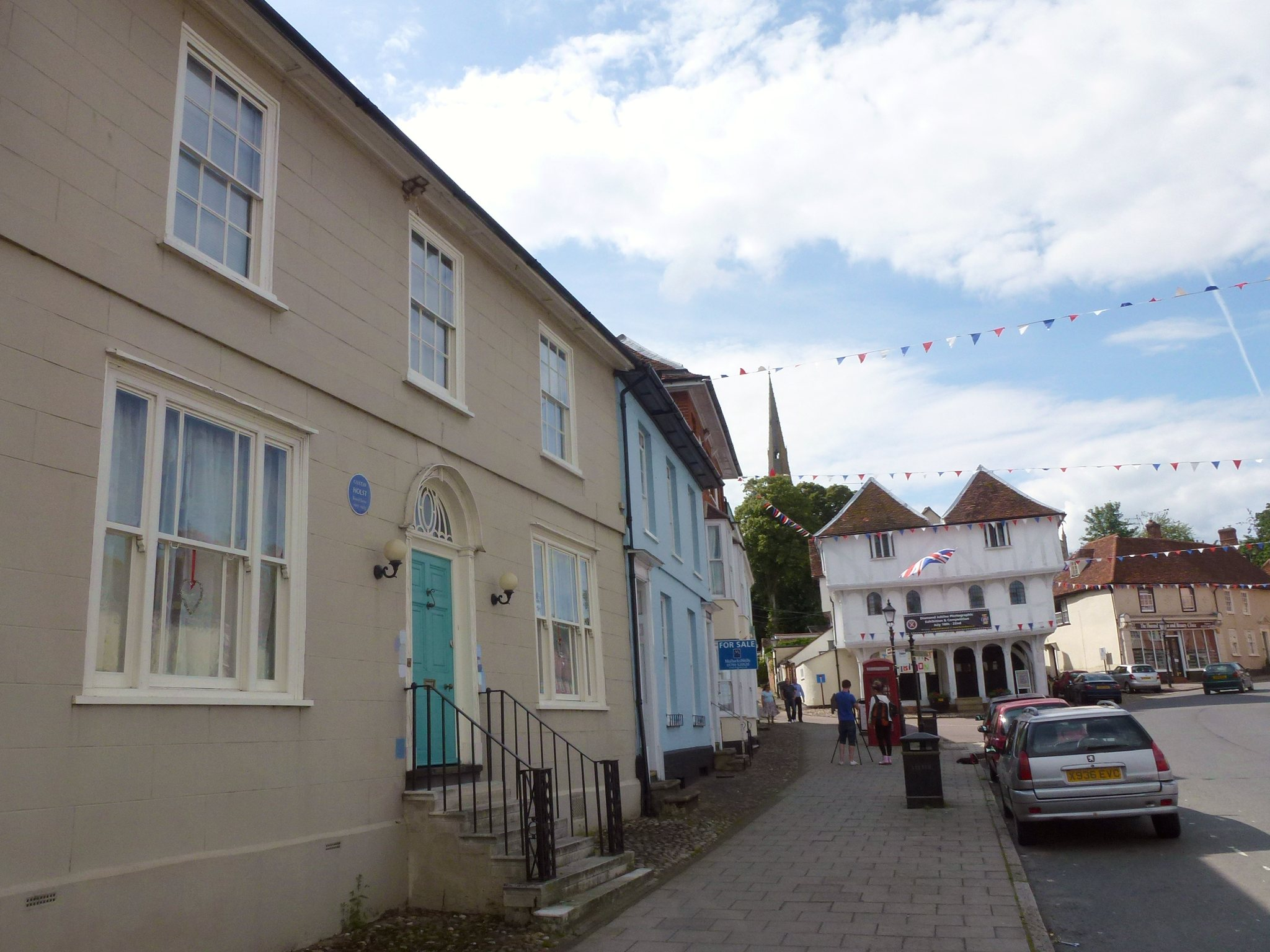
本作においては、サクステッドの幅の広い歩道や露店が再現されている。

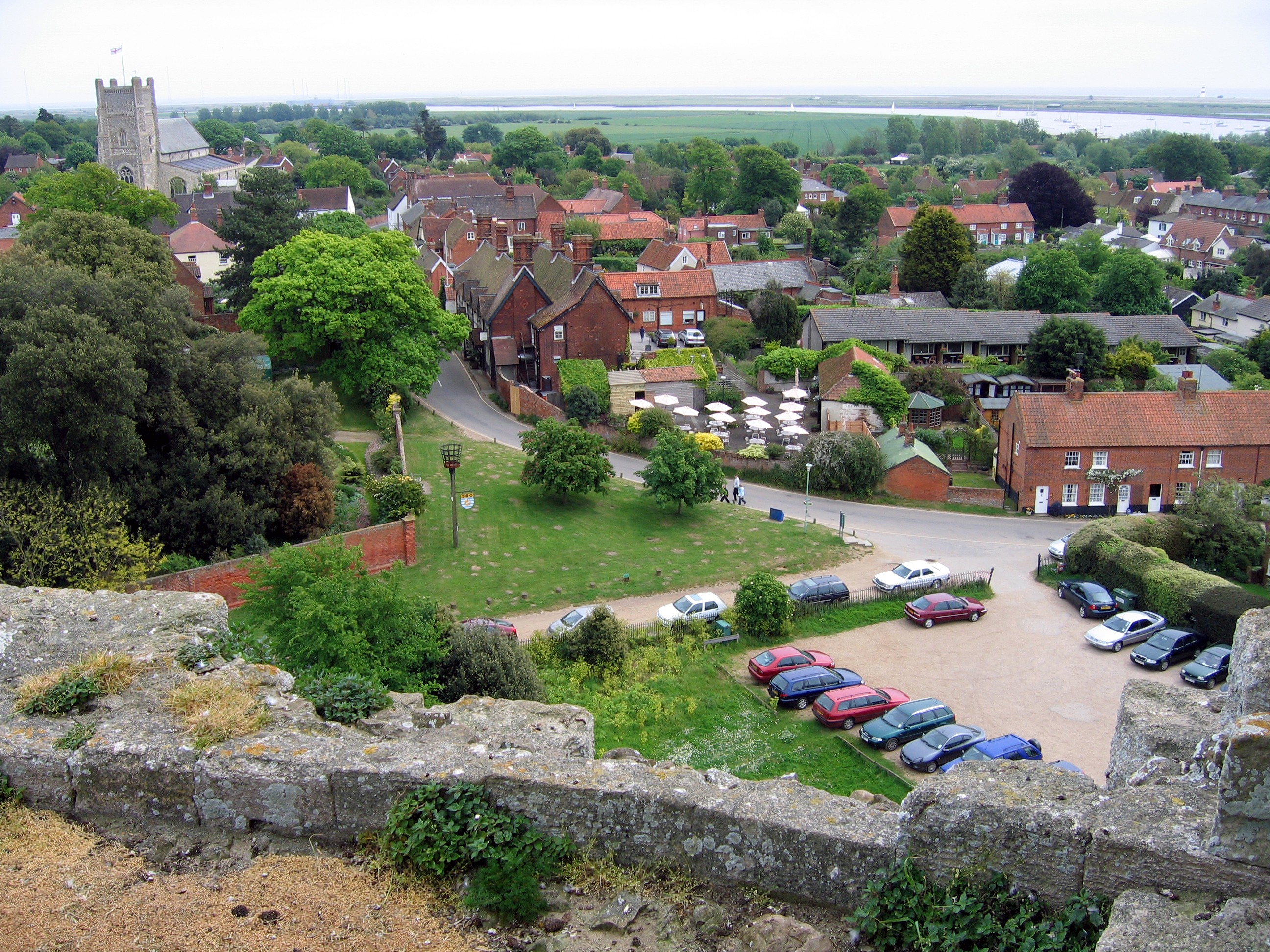
オーフォード城から見下ろした、オーフォードの街並み

製品化にあたり、レベルデザイナーのJake Strasserは、ステージの設計に際して「独自性があること」「信憑性があること」「ニュアンスを感じさせること」という3つの目標を立てる。Strasserはオーストラリア在住であり、イギリスに行ったことがなかったため、初期のステージマップをイギリスに住む友人に見せ、イギリスらしさがあるかを問うたところ、「違う」という回答を得る。彼らは、庭の仕切りに用いられた金網フェンスがイギリスでは用いられていないことを指摘した。このフェンスは、Strasserがイギリスのガーデニング用品販売サイトで調べ、「これが売られているということは、イギリスのどこかにはこのフェンスを用いた庭があるはず」という考えの元で採用したものだった。これを受け、Strasserは、「現実にイギリスで販売されていること」と、「それがイギリス的である」ということは必ずしも同一ではないと考える。
加えて、製品版では庭以外にもパブやゴール地点などが作られる予定であり、このような事態が頻発する可能性が出てきたほか、ステージにつなげ方によってはマップ全体に違和感が出る恐れがあった。
このため、StrasserはGoogleを用いた資料集めに乗り出した。まず、彼は「Village Green With Pond」（村 緑 池あり）と、デモ版を表現する言葉を画像検索で検索し、そこから得られた画像から、モデルとなる土地を探すことにした。最初に選んだ場所は店などの必須要素がなかったため、その近隣にあるサクステッドをモデルとすることにした。また、StrasserはGoogleマップの履歴機能で数年分の過去の街並みが保存されていて助かったともGDC2021の中で振り返っている。
Strasserはそれぞれのステージを作成して一つのマップにまとめるが、ステージが奥行きに欠け、プレイヤーの移動方向が制限されるという新たな問題に直面する。これを解決するためにStrasserは、モデルとなる町を探し、サフォークのオーフォードのポンプストリートを見つけた。

### 音楽
トレーラーの音楽はダン・ゴールディングが手掛けており、クロード・ドビュッシーのピアノ曲集『前奏曲』の第12曲「ミンストレル」が用いられている。この楽曲は曲中に停止および開始するという構成を含んでいるが、トレーラーの閲覧者はそれがゲーム内の動作に呼応していると誤解し「反応的な音楽」（reactive music）として称賛した。これを受け、House Houseはゲーム内でドビュッシーの楽曲を使うことおよび「反応的な音楽」のシステムをゲームに組み込むことを決めた。ゴールディングは、普通に演奏したものとより低くやわらかに演奏したものの2パターンをレコーディングしてから約400の断片に分け、それらを「ガチョウがただ歩いている状態」「ガチョウが獲物（人間）に近づいている状態」「ガチョウが（人間から）追われている状態」の3つに合わせて調整した。
2020年3月27日、デッカ・レコードから本作のサウンドトラックが発売された。同サウンドトラックには通常バージョンと静かなバージョンの楽曲が収録されているほか、オリジナル楽曲として、PlayStation 4版のメニュー画面のテーマ曲である"Waltz For House House"と、劇中のラジオから流れる"Untitled Goose Radio"が収録されている。

## 反響
本作は好意的に受け入れられ、二次創作の投稿や、特定のキャラクターをガチョウに差し替える他ゲーム用のMODの開発といったファン活動が行われた。
PC版とNintendo Switch版は発売から約2週間で売り上げ10万本を突破し、3か月後の2019年12月には全機種版の売り上げ総計が100万本に到達した。
2019年12月開催のアメリカのゲーム賞イベント「The Game Awards 2019」の中では、人形劇番組『マペット・ショー』のキャラクター・ビーカーが本作内に登場しガチョウと対面するという特別映像が公開された。

## 評価

### 受賞・ノミネート
| 年   | 賞                                 | 部門                                              | 結果       | 出典          |
| ---- | ---------------------------------- | ------------------------------------------------- | ---------- | ------------- |
| 2019 | Golden Joystick Awards             | Breakthrough Award                                | 受賞       | [ 22 ]        |
| 2019 | Golden Joystick Awards             | Ultimate Game of the Year                         | ノミネート | [ 22 ]        |
| 2019 | Titanium Awards                    | Indie Game of the Year                            | ノミネート | [ 23 ]        |
| 2019 | The Game Awards 2019               | Best Independent Game                             | ノミネート | [ 24 ]        |
| 2019 | The Game Awards 2019               | Fresh Indie Game（House House）                   | ノミネート | [ 24 ]        |
| 2020 | New York Game Awards               | Off Broadway Award for Best Indie Game            | ノミネート | [ 25 ]        |
| 2020 | 23rd Annual D.I.C.E. Awards        | Game of the Year                                  | 受賞       | [ 26 ] [ 27 ] |
| 2020 | 23rd Annual D.I.C.E. Awards        | Outstanding Achievement for an Independent Game   | 受賞       | [ 26 ] [ 27 ] |
| 2020 | 23rd Annual D.I.C.E. Awards        | Outstanding Achievement in Game Direction         | ノミネート | [ 26 ] [ 27 ] |
| 2020 | 23rd Annual D.I.C.E. Awards        | Outstanding Achievement in Character （ガチョウ） | 受賞       | [ 26 ] [ 27 ] |
| 2020 | NAVGTR Awards                      | Animation, Artistic                               | 受賞       | [ 28 ]        |
| 2020 | NAVGTR Awards                      | Gameplay Design, New IP                           | 受賞       | [ 28 ]        |
| 2020 | NAVGTR Awards                      | Game, Puzzle                                      | 受賞       | [ 28 ]        |
| 2020 | NAVGTR Awards                      | Use of Sound, New IP                              | 受賞       | [ 28 ]        |
| 2020 | IGF Awards                         | Seumas McNally Grand Prize                        | ノミネート | [ 29 ]        |
| 2020 | IGF Awards                         | Excellence in Audio                               | ノミネート | [ 29 ]        |
| 2020 | 20th Game Developers Choice Awards | Game of the Year                                  | 受賞       | [ 30 ]        |
| 2020 | 20th Game Developers Choice Awards | Best Audio                                        | ノミネート | [ 30 ]        |
| 2020 | 20th Game Developers Choice Awards | Best Design                                       | ノミネート | [ 30 ]        |
| 2020 | 20th Game Developers Choice Awards | Innovation Award                                  | ノミネート | [ 30 ]        |
| 2020 | 第16回英国アカデミー賞ゲーム部門   | Best Game                                         | ノミネート | [ 31 ]        |
| 2020 | 第16回英国アカデミー賞ゲーム部門   | Audio Achievement                                 | ノミネート | [ 31 ]        |
| 2020 | 第16回英国アカデミー賞ゲーム部門   | Family                                            | 受賞       | [ 31 ]        |
| 2020 | 第16回英国アカデミー賞ゲーム部門   | Original Property                                 | ノミネート | [ 31 ]        |
| 2020 | ファミ通・電撃ゲームアワード2019   | ベストインディー                                  | ノミネート | [ 32 ]        |

### 論評
4Gamer.netのgingerは本作の平和な世界観について評価している。
電撃オンラインの滑川けいとは、本作について頭を使う必要があるものの、パズルとアクションの要素が程よいバランスでかみ合っており、どちらかが苦手でも楽しめると評価した。